# 悪露
悪露（おろ、lochia）とは、分娩後の産褥時に子宮から排出される分泌物の総称。
主として子宮粘膜の分泌液、血液、胎膜および胎盤組織の変性分解物からなり、赤褐色からチョコレート色を示すが、次第に色調は透明硝子様になる。
ウシでは分娩48時間の子宮内の悪露は1,400~1,600mlあり、8日までに500mlに減少し、約2週間で消失する。ウマ、ブタ、ヒツジ、ヤギでは極めて少なく、1週間以内には排出しなくなる。イヌでは暗緑色で多量であるが、やがて透明になり、6~10日後には消失する。子宮の修復が遅れると悪露が停滞し、種々の細菌感染を招き、子宮内膜炎の原因となることがある。